# Paweł Fitin
Paweł Michajłowicz Fitin krypt. Wiktor (ros. Павел Михайлович Фитин, ur. 15 grudnia?/28 grudnia 1907 we wsi Ożogino, gubernia tobolska, zm. 24 grudnia 1971 w Moskwie) – generał porucznik bezpieczeństwa państwowego, wieloletni funkcjonariusz służb specjalnych ZSRR. W latach 1939–1946 szef cywilnego wywiadu zagranicznego ZSRR, kolejno: V Zarządu GUGB, I Zarządu NKGB i I Zarządu NKWD. W 1940 roku jeden z realizatorów zbrodni katyńskiej.

## Życiorys
Z zawodu rolnik, absolwent wyższej szkoły rolniczej, zastępca dyrektora naczelnego wydawnictwa rolniczego Sielchozgiz.
W latach 1934–1935 służył w Armii Czerwonej. Od 1932 pracował w wydawnictwie „Selchozgiz”. Od stycznia 1938 słuchacz Szkoły Specjalnego Przeznaczenia (wywiadu zagranicznego). W grudniu 1938, po odsunięciu Nikołaja Jeżowa i nominacji Ławrientija Berii na ludowego komisarza spraw wewnętrznych został skierowany do wywiadu zagranicznego, w maju 1939 mianowany jego szefem (5 Zarząd GUGB). Po dokonaniu reorganizacji służb bezpieczeństwa i wywiadu w lutym 1941 mianowany szefem I Zarządu (Wywiad Zagraniczny) NKGB, następnie I Zarządu NKWD. Sprawował to stanowisko do końca wojny. W 1940 roku współuczestniczył w realizacji zbrodni katyńskiej.
Wielokrotnie przestrzegał przed groźbą ataku niemieckiego, narażając się tym samym Józefowi Stalinowi, niedoceniającemu zagrożenie. Odniósł wiele sukcesów wywiadowczych podczas II wojny światowej, m.in. prowadząc siatkę szpiegowską Cambridge. W swoim raporcie z 1945 o Anthonym Bluncie pisał: Ten agent wykonał tak ogromną, tytaniczną pracę dla nas podczas wojny, że musi być wyczerpany. Powinniśmy zostawić go w spokoju przez okres pięciu lub dziesięciu lat. Ze swoimi ludźmi w III Rzeszy i innych państwach kontaktował się przy pomocy kryptonimu „Wiktor”.
Po wojnie w 1946 objął stanowisko zastępcy pełnomocnika NKWD w Niemczech, następnie w 1947 przeniesiony do Swierdłowska na stanowisko zastępcy szefa zarządu w MGB ZSRR, później ponownie przeniesiony, tym razem do Kazachstanu, gdzie został ministrem bezpieczeństwa państwowego.
Po aresztowaniu Ławrientija Berii w 1953 usunięty ze służby bez prawa do zasiłku i emerytury. Znalazł zatrudnienie w Moskwie jako dyrektor kombinatu fotograficznego, w którym pracował do 1970. Zmarł w Moskwie w grudniu 1971. Spoczywa na Cmentarzu Wwiedieńskim.

## Życie prywatne
Był trzykrotnie żonaty.
- z pierwszą żoną, Aleksandrą Martynową miał syna Anatolija (ur. 1932), pułkownika FSB;
- z drugą żoną, Lilią Blucher (lub Bułatową) miał dwoje dzieci, Natalię (ur. 1937) i Władimira (ur. 1946);
- trzecia żona – Nina.

## W literaturze
Był pierwowzorem komisarza b.p. III rangi Władimira Nikołajewicza Gromowa krypt. „Aleks” – szefa radzieckiego wywiadu w serii powieści Juliana Siemionowa o Stirlitzu. W serialu Siedemnaście mgnień wiosny zagrał go aktor Piotr Czernow.

## Upamiętnienia
- W 2008, w rodzinnej miejscowości Fitina, odsłonięto tablicę ku jego pamięci[3]
- 14 sierpnia 2014 odsłonięto tablicę na jałutorowskiej szkole, którą kończył Paweł Fitin
- Na jekaterynburskiej siedzibie FSB odsłonięto 21 czerwca 2016 pamiątkową tablicę ku pamięci szefa radzieckiego wywiadu[4]
- 10 października 2017, w Moskwie, przy siedzibie Służby Wywiadu Zagranicznego Federacji Rosyjskiej odsłonięto pomnik gen. por. Pawła Fitina
- W rejonie szatrowskim obwodu kurgańskiego ustanowiono pamiątkowy medal P. M. Fitina

## Awanse
- major bezpieczeństwa państwowego (odpowiednik kombryga, a po 1940 pułkownika) – 1 lutego 1939
- starszy major bezpieczeństwa państwowego (odpowiednik komdywa, od 1940 generała majora) – 14 marca 1940
- komisarz bezpieczeństwa państwowego III rangi – 14 lutego 1943; w lipcu 1945 stopnie generalskie NKWD otrzymały nazewnictwo identyczne jak w RKKA, wojskach NKWD i pogranicznych (w 1943 dokonano tej zmiany dla oficerów). Fitin został zweryfikowany jako generał porucznik

## Odznaczenia

### Związek Radziecki
- dwukrotnie Order Czerwonego Sztandaru – m.in. 26 kwietnia 1940
- Order Czerwonej Gwiazdy – 20 września 1943
- Medal „Za zasługi bojowe”
- Medal „Za obronę Moskwy”
- Medal „Za obronę Kaukazu”
- Medal „Za zwycięstwo nad Niemcami w Wielkiej Wojnie Ojczyźnianej 1941–1945”
- Medal „Za zwycięstwo nad Japonią”
- Medal jubileuszowy „30 lat Armii Radzieckiej i Floty”
- Medal „W upamiętnieniu 800-lecia Moskwy”
- Odznaka „Honorowy Inspektor Bezpieczeństwa Państwowego” – 4 lutego 1942
- Odznaka „Zasłużony Funkcjonariusz NKWD” – 1 lutego 1942

### Zagraniczne
- Order Republiki – 18 sierpnia 1943 (Tuwa)
- Order Czerwonego Sztandaru (Mongolia)
- Medal „25 lat Mongolskiej Republiki Ludowej (Mongolia)
- Wielki Oficer Orderu Lwa Białego (Czechosłowacja)
- Krzyż Wojenny Czechosłowacki 1939 (Czechosłowacja)
- Order Partyzanckiej Gwiazdy I stopnia (Jugosławia)